# Stade de la Fontenette
Lo Stade de la Fontenette ospita le gare della squadra dell'Étoile Carouge.
L'impianto sportivo di proprietà della Città di Carouge è composto da 5 differenti campi di calcio di diverse metrature.